# クラクフ特別作戦
クラクフ特別作戦（ドイツ語：Sonderaktion Krakau）は、第二次世界大戦初期にドイツ国によって行われた、ヤギェウォ大学をはじめとするドイツ占領下のポーランド、クラクフの高等教育機関に所属する教員に対して行われた作戦行動である。作戦行動は、インテリゲンザクション（ドイツ語：Intelligenzaktion）の一環として行われた。インテリゲンザクションでは、文化のドイツ化を目的にポーランドの知識階級の根絶行動が大都市において行われていた。
なお、収容理由が伝えられたのは収容所内であったため、当作戦の名称Sonderaktion Krakauがドイツ側の正式名称であったかは不明である。

## 作戦の経過

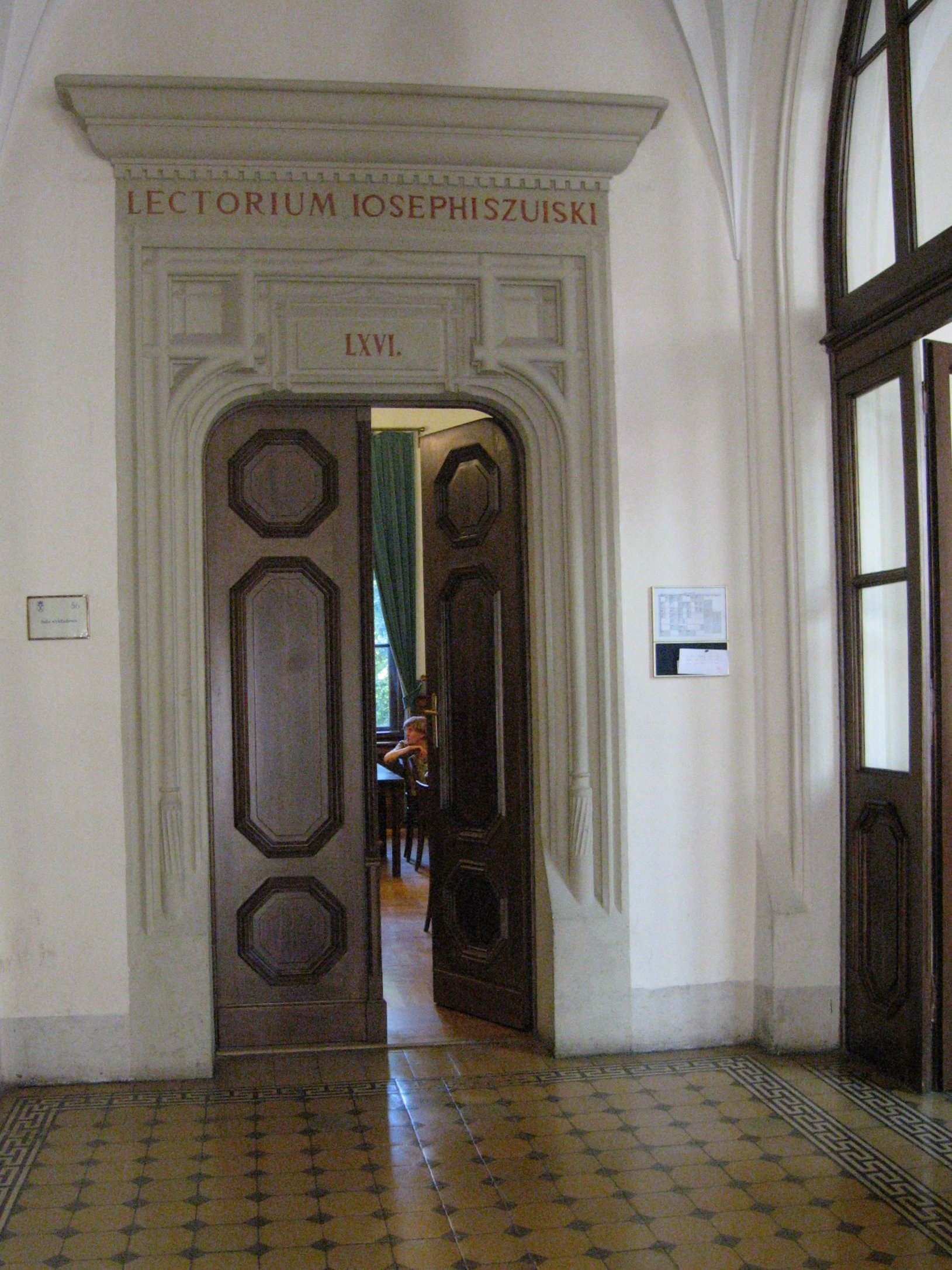
ヤギェウォ大学56番教室

1939年10月19日のポーランド侵攻によるナチス・ドイツとソビエト連邦によるポーランド占領の開始後すぐヤギェウォ大学は11月13日より新学期を開始することを決定した。この決定はドイツ当局にも伝えられたが、反対はなかった。しかし、11月３日になってクラクフに滞在していた親衛隊 (ナチス)中佐であるブルノ・ミューラー（ドイツ名：Bruno Müller）は、ポーランド統治に関するドイツの方針を説明するとして、ヤギェウォ大学の教授をはじめとする人々を招集した。1939年11月６日。Collegium Novum内の66番教室（現：56番教室）に呼び出されたのは、ヤギェウォ大学より105人の教授と33人の講師をはじめクラクフ経済大学より４名、ルブリンとヴィルノから４名である。また、会議のため別の部屋に訪れていたAGH技術大学の34名も集められた。
教室は参加者で埋め尽くされたにもかかわらず、実際には教育に関する講義は行われなかった。その代わりに、ミューラーはポーランドの科学がドイツに敵対的であることを説明した。最終的には、武装警察によって参加者が逮捕された。その中で、数名は殴る蹴るの暴行を受けている。また、ライフルの銃床によって殴られた者や平手打ちを受けた者もいた。
加えて、同建物内に居合わせた13~15名の学生と職員が逮捕された。同日午後には、自宅に滞在していたヤギェウォ大学々長のスタニワフ・クリメツキ博士も逮捕された。
逮捕された184名全員がMontelupich通りにあった牢獄に収容されたのち、Mazowieckaに設置されたバラックへ移された。その３日後にはヴロツワフにあった２つの収容施設に移され、18日間を過ごした。ゲシュタポは大人数の移送準備ができておらず、ブーヘンヴァルト強制収容所への移送許可を準備していた。しかし、収容人数の限界に達したため、1939年11月27日の夜、彼らはベルリンに存在したザクセンハウゼン強制収容所へと移された。新たに逮捕された若い研究者の到着ののち、1940年の３月にはダッハウ強制収容所へ移送された。

### 解放
ベニート・ムッソリーニとローマ教皇庁の国際的な抗議活動を受けて、1940年２月８日、40歳以上の教授101名がザクセンハウゼン強制収容所から解放された。そのほかの研究者が解放されるのはその後しばらく経ってからである。数名の高齢な研究者は、厳冬期も含め１日に３回行われる呼集を生き延びることができず、死亡した。収容所は赤痢がまん延し、暖かい衣類や食料も不足する過酷な環境であった。収容所滞在の３ヵ月で12名が死亡した。また、解放後１週間で５名が死亡した。逮捕者のうちユダヤ人であった３名は、その後別途殺害された。1940年３月に残った収容者がダッハウ強制収容所へ移送され、抗議活動の圧力によって1941年１月に解放された。最後の収容者であるカジミエシュ・ピヴァルスキ（ポーランド名：Kazimierz Piwarski）が解放されたのは1941年末のことである。
解放された教授の多くは1942年にドイツの懲罰命令に逆らって地下大学を設立した。大学に通った800名の学生の中には、のちの教皇であるヨハネ・パウロ2世 (ローマ教皇)が居た。
現在、逮捕現場となったCollegium Noveumの55番教室入口には事件を説明する銘板が掲げられている。また、毎年11月６日にはヤギェウォ大学の建物に犠牲者への哀悼を示して弔旗が掲げられる。